# 浙商投资红黑榜
浙商投资红黑榜是浙商资本投资促进会对浙商发出的一份“浙商投资（中国）最佳城市”和“浙商投资预警区域”清单。被媒体和公众解读为“红黑榜”。引发网络关于投资环境热议，矛头直指山西政府的煤炭行业改革。

## “2010浙商投资（中国）最佳城市”的提名候选者
省会及副省级城市：11个
成都市、昆明市、南宁市、西安市、南京市、合肥市、石家庄市、长春市、呼和浩特市、青岛市、大连市
地级城市：21个
芜湖市、盐城市、丹东市、枣庄市、包头市、济宁市、渭南市、宣城市、信阳市、新乡市、潍坊市、鹰潭市、抚州市、上饶市、钦州市、汉中市、巴中市、株洲市、滁州市、池州市、聊城市、连云港市
县级城市：29个
宁国市、如东县、舒城县、藁城市、高密市、宝应县、泗洪县、东台市、延吉市、松原市、广安市、固安县、天长市、如皋市、当涂县、惠民县、广饶县、桐城市、含山县、泗阳县、寿光市、赣县、沛县、扶绥县、南京市白下区、东营市东营区、沈阳市沈北新区、成都锦江区、漯河市召陵区

## “2010浙商投资预警区域”的提名候选者
山西省、迪拜

## 相关链接
- 浙商资本投资网：致浙商资本投资促进会会员及全球浙商的公开信暨浙商年度投资预警 （页面存档备份，存于）